# Esquí de fons als Jocs Olímpics d'hivern de 1948 - 50 quilòmetres
Als Jocs Olímpics d'Hivern de 1948 celebrats a la ciutat de Sankt Moritz (Suïssa) es disputà una prova de 50 quilòmetres d'esquí de fons en categoria masculina. La prova es disputà el dia 6 de febrer de 1948 a les instal·lacions de Sankt Moritz.

## Comitès participants
Hi participaren un total de 28 esquiadors de fons de 9 comitès nacionals diferents.
| - Àustria (1) - Canadà (1) - Finlàndia (4) - Itàlia (3) - Iugoslàvia (3) |  | - Noruega (4) - Suècia (4) - Suïssa (4) - Txecoslovàquia (4) |

## Resum de medalles
| Or            | Argent          | Bronze            |
| Nils Karlsson | Harald Eriksson | Benjamin Vanninen |

## Resultats
| Posició | Esquiador             | Temps   |
| ------- | --------------------- | ------- |
| 1       | Nils Karlsson         | 3'47:48 |
| 2       | Harald Eriksson       | 3'52:20 |
| 3       | Benjamin Vanninen     | 3'57:38 |
| 4       | Pekka Vanninen        | 3'57:58 |
| 5       | Anders Törnkvist      | 3'58:20 |
| 6       | Edi Schild            | 4'05:37 |
| 7       | Pekka Kuvaja          | 4'10:02 |
| 8       | Jaroslav Cardal       | 4'14:34 |
| 9       | Kristian Bjørn        | 4'15:21 |
| 10      | Martin Jære           | 4'17:11 |
| 11      | František Balvín      | 4'17:51 |
| 12      | Josl Gstrein          | 4'21:13 |
| 13      | Christiano Rodeghiero | 4'24:12 |
| 14      | Jože Knific           | 4'26:00 |
| 15      | Franc Smolej          | 4'26:12 |
| 16      | Matevž Kordež         | 4'27:25 |
| 17      | Max Müller            | 4'30:51 |
| 18      | Silvio Confortola     | 4'31:36 |
| 19      | Louis Bourban         | 4'33:50 |
| 20      | Jaroslav Zajíček      | 4'44:35 |
| –       | Vít Fousek            | NF      |
| –       | Victor Borghi         | NF      |
| –       | Thorleif Vangen       | NF      |
| –       | Stefano Sommariva     | NF      |
| –       | Arthur Herrdin        | NF      |
| –       | Leif Haugen           | NF      |
| –       | Tom Dennie            | NF      |
| –       | Martti Sipilä         | NF      |